# راضية بيجوم
راضية بيغوم (بالفارسية: راضیه بیگم) (1700 - 1776) هي أميرة صفوية، ابنة الشاه سلطان حسين الأول وأخت الشاه طهماساب الثاني وأيضا القرينة الملكية لنادر شاه الأفشاري.
بعد اغتيال نادر شاه هاجرت راضية بيغوم إلى العتبات المقدسة، إلى أن توفيت في كربلاء سنة 1776م ودفنت في ضريح الإمام الحسين . واعتبرت خلال حياتها من أهم أميرات الدولة الصفوية.